# Jean-Baptiste Croz
Jean-Baptiste Croz (Argentière, 19 janvier 1828 - Chamonix, 8 octobre 1905) est un guide de montagne chamoniard, frère aîné du célèbre Michel Croz.

## Le Finsteraarhorn
Originaire du hameau du Tour, il accompagne en 1857, le guide Chamoniard Auguste Simond recruté par William Mathews et son cousin Benjamin St John Attwood-Mathews pour des ascensions dans l'Oberland bernois : « Nous avions surtout en vue l'ascension du Finsteraarhorn. Nous avions écrit à Simond de venir nous rejoindre à Grindelwald. Il était accompagné de Jean-Baptiste Croz, son cousin, qui, plus jeune, lui était cependant supérieur en énergie et en force musculaire ; mais il savait moins que Simond se rendre agréable par tous ces bons offices qui donnent un si grand charme aux guides de Chamouny. » Le 13 août, ils réalisent avec John Frederick Hardy, John Clough Williams-Ellis, Edward Shirley Kennedy, les guides oberlandais Johann Jaun l'ancien, Aloys Bortis et le porteur Alexander Guntern, la première ascension britannique du Finsteraarhorn. C'est lors de cette ascension que William Mathews discuta avec E. S. Kennedy de son idée d'un Gentlemen's club d'alpinistes : l'Alpine Club fut fondé en décembre de la même année. Après le Finsteraarhorn, alors que William Mathews allait faire une seconde ascension du Grand Combin avec Simond, Croz accompagna Benjamin St John Attwood-Mathews pour une ascension du mont Blanc par Saint Gervais ; de retour à Chamonix « Il y fut condamné par cette commune à principes libéraux. Il était accusé de haute trahison pour avoir fait l'ascension du mont Blanc depuis Saint-Gervais, contrairement à un récent règlement dont il ne connaissait pas l'existence. »

## 1859
En août 1859, Croz est à nouveau engagé par William Mathews et son frère George S. Mathews, cette fois en tant que guide-chef : « At Interlaken we picked up our guides, Jean Baptiste Croz and Michel Charlet of Chamounix, the former an old and trusty friend, the latter a man of comparatively second- rate qualifications, whom I  had somewhat unwillingly accepted at the instance of Auguste Simond. Auguste did not feel strong enough to accompany me himself, and recommended Charlet in his stead, characterising him as a man "qui n'aimait pas faire des dépenses inutiles" — a phrase which Croz translated into, « il se pendrait pour six sous » ». Accompagné de Leslie Stephen et de son guide Ulrich Lauener de Lauterbrunnen, ils réussissent la première traversée de l'Eigerjoch, col entre l'Eiger et le Mönch, le 7 août 1859,. Laissant Stephen et son guide, ils se rendent à Zinal, et font la première tentative d'ascension du Weisshorn, par l'arête nord, que W. Mathews jugera après coup impossible (cotée D aujourd'hui, elle ne sera réussie qu'en 1898). Le 23 août, ils font la première traversée du col du Lys entre le Lyskamm et le mont Rose.
En 1860, Jean-Baptiste étant retenu par un autre engagement, William Mathews engagea Michel Croz pour son exploration de la Tarentaise.

## 1861
En 1861, Frederick William Jacomb et William Mathews engagent Croz et son frère Michel (« Two worthy icemen and worthy fellows ») pour rechercher un passage au sud du grand Combin pour compléter la Haute Route de Chamonix à Zermatt. Après un premier essai infructuaux, et pendant que Mathews malade se rend à Aoste par le col du Grand Saint-Bernard, Jacomb et les Croz font le 7 août 1861 la première traversée du col du Sonadon, puis la première ascension du mont Gelé le 11 août 1861.
Le 13 août, Mathews étant remis, ils gravissent un sommet de la Tête du Ruitor, puis passent en Tarentaise pour tenter le mont Pourri. Le 15, ils font par erreur la première ascension du dôme de la Sache, deux kilomètres trop au sud.
Le 23 août, avec Mathews ils font la première traversée du Felikjoch entre le Lyskamm et Castor. Arrivés facilement au col ils décident de tenter la première ascension des jumeaux Castor et Pollux, sauf Jean-Baptiste Croz qui, inquiet, va explorer la descente : « During the ascent Jean Croz had been indulging a favourite propensity of predicting difficulties, — a bad habit in guides which ought always to be discouraged, and for which we were obliged to rebuke him. Refusing to place reliance on my unsupported assurance that the Glacier des Jumeaux was particularly easy, he went forward to pioneer the descent. We, on the other hand, knowing that the Twins were as yet unclimbed, had resolved to bag them both, and Michel was already at work with his axe cutting steps along the ridge. » Mathews, Jacomb et Michel Croz font la première ascension de Castor (croyant faire aussi celle de Pollux, en fait moins élevé et nettement plus à l'ouest : ils ne découvriront leur erreur qu'à la descente). De retour au col, ils retrouvent leur compagnon : « Jean Croz returned from his investigations. The latter, on being asked if he had discovered the difficulties he was in search off, replied that he had not, but that he had no doubt they would be met with lower down. »
Le 30 août, ils réussissent la première ascension du mont Viso.
Ils se séparent ensuite, Jacomb et Jean-Baptiste Croz partant pour le mont Blanc, Mathews et Michel Croz continuant leurs explorations en Maurienne, reconnaissant la dent Parrachée et le mont Pourri depuis le dôme de Polset le 5 septembre. Après le départ de Mathews, Michel Croz fera finalement seul la première ascension du mont Pourri, le 4 octobre.

## 1862

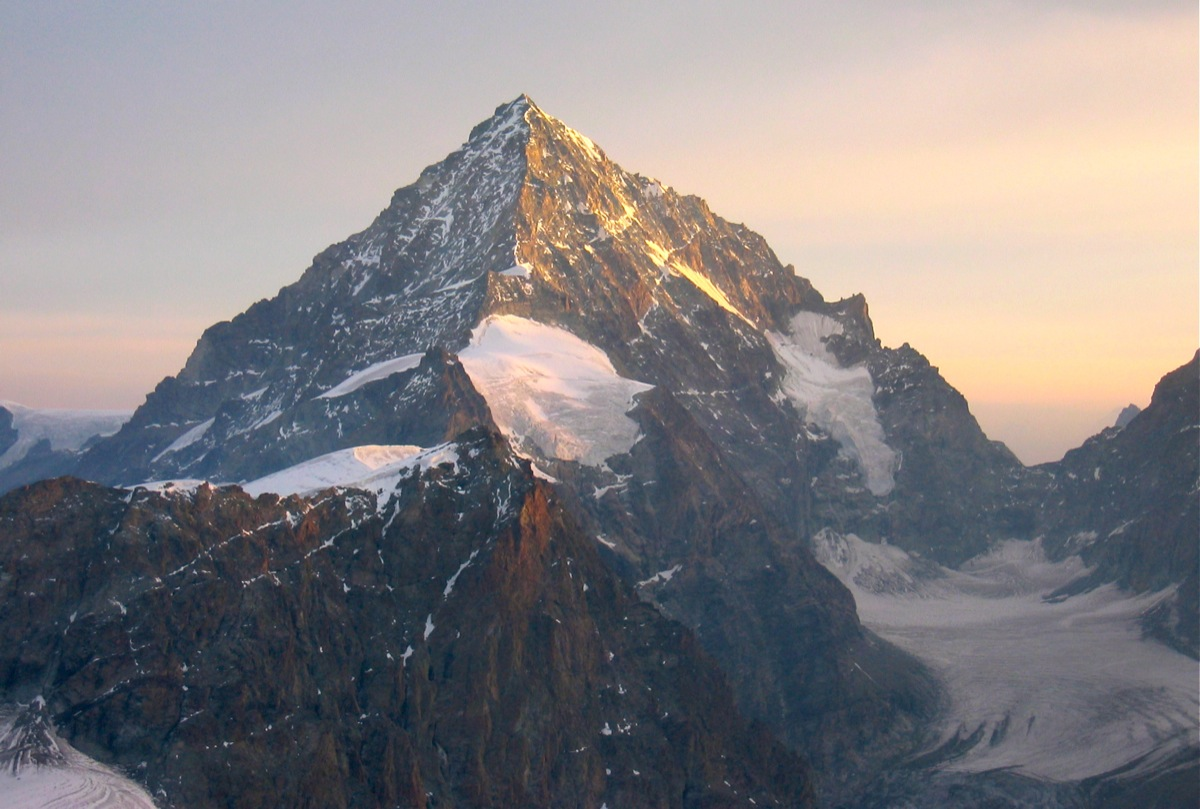
La dent Blanche vue depuis la Dent d'Hérens, avec à droite l'arête sud, voie de la première ascension

Le 18 juillet 1862, il réussit la première ascension de la dent Blanche, par l'arête sud avec Thomas Stuart Kennedy, William Wigram et le porteur Johann Kronig. Kennedy avait tenté l'ascension quelques jours auparavant, avec le guide Peter Taugwalder, qui avait perdu courage après une chute. L'ascension se fit malgré des vents très forts : « Croz went up on hands and knees, sticking in his axe head for anchorage ».
Le 5 aout, il accompagne avec son frère Michel William Mathews et Thomas George Bonney pour la seconde ascension du mont Pourri.
Le 26 août les deux Croz, Mathews et Bonney font une tentative à la barre des Écrins. Michel Croz parvient en taillant des marches au col entre la barre et le Dôme des Écrins, puis à prendre pied sur l'arête elle-même. Il constate que l'arête semble praticable, mais que les conditions sont très mauvaises avec de la neige inconsistante sur de la glace dure. Ne pouvant redescendre par le même chemin, il taille des marches en descendant dans la face, pendant que Jean-Baptiste, inquiet, le rejoint en taillant également.

## 1863
Le 31 juillet, avec M. Winkworth et le guide Johann Joseph Bennen, il traverse le col (Passo di Verra ou Zwillingsjoch) entre Castor et Pollux ; le 3 août, avec en plus Mme Winkworth, ils font une tentative au Zinalrothorn.
Dans son Guide to the Western Alps, John Ball place Jean-Baptiste et Michel Croz dans la liste des meilleurs guides connus, en notant que Michel est généralement considéré comme le plus hardi des deux.
Il fut fortement ébranlé par la mort de son frère Michel Croz lors de la descente de la première ascension du Cervin le 14 juillet 1865. Edward Whymper demanda à Gabriel Loppé de veiller sur lui.
Il continua néanmoins son métier de guide et, le 25 juillet 1889, il fit la première ascension de l'aiguille de la Lex Blanche avec Victor Attinger, Louis Kurz et Joseph Simond.